# Roridula
Roridula (від латинського roridus — «росистий») — рід вічнозелених чагарників двох видів, які ловлять комах, висотою приблизно 1⅓–2 м. 
Це єдиний рід родини Roridulaceae. Має тонкі, дерев'янисті, нерішуче розгалужені, прямовисні, спочатку коричневі, пізніше сірі стебла, зі скупченими на кінчиках листками від списоподібних до шилоподібних. Зірчасто-симетричні квітки складаються із зовнішнього боку з п'яти зелених або червонуватих вільних чашолистків, які чергуються з п'ятьма білими, рожевими або фіолетовими вільними пелюстками. Далі до середини і навпроти чашолистків знаходяться п'ять тичинок з спочатку загнутими вниз пиляками. Вони раптово повертаються вгору, якщо торкнутися набряку, що містить нектар, біля його основи. На листках і чашолистках є багато липких щупалець різного розміру, які ловлять комах. Roridula не розщеплює білки комах, але жуки роду Pameridea полюють на комах, що потрапили в пастку. Пізніше вони відкладають свої фекалії на листках, які забирають поживні речовини з посліду. Види можна знайти в Західно-Капській провінції ПАР.